# Sarea pământului
Sarea pământului (în greacă:Τὸ ἅλας τῆς γῆς - to halas tes ghes, în neo-greacă:to alas tis ghis)  este o parabolă a lui Isus din Nazaret, parte a Predicii de pe munte care este citată în Evanghelia după Matei capitolul 5, versetul 13.
„Voi sunteți sarea pământului; dacă sarea se va strica, cu ce se va săra? De nimic nu mai e bună decât să fie aruncată afară și călcată în picioare de oameni.”
Este vorba de o imagine întrebuințată de Isus după „Fericiri” (Beatitudini) și care precede parabola luminii lumii.  
Sarea mai este pomenită de Isus într-un context asemănător în Evanghelia după Ioan 9,50 într-o predică adresată ucenicului său, Ioan:
„Bună este sarea; dacă însă sarea își pierde puterea, cu ce o veți drege? Aveți sare întru voi și trăiți în pace unii cu alții”
și în predica în fața mulțimii, citată în Evanghelia după Luca:
„Bună este sarea, dar dacă și sarea se va strica, cu ce va fi dreasă?”

## Interpretare
Isus îi numește Sarea pământului pe discipolii care erau de față la cuvântarea sa, și prin Sarea pământului se înțeleg metaforic virtuțile teologice și cardinale care, îi trebuie să-i caracterizeze și care, precum sarea, care este condiment pentru alimente, dau gust poporului, lumii, comunității oamenilor și contribuie la purificarea acestora. Metafora Sarea pământului se poate referi la toți cei ce împărtășesc credința propovăduită de Isus - creștinii.
Sarea (clorura de sodiu) prin prețul ei, însușirile ei de conservare și însemnătatea ei în viața omului, este privită ca un simbol al purității și perfecțiunii, precum și ca un mijloc de întărire a prieteniei și alianței 
În acest spirit Sfântul Ioan Gură de Aur spunea:
„Că nu trebuie să ne fim de folos numai nouă, ci și altora, a arătat-o Hristos numindu-ne sare, aluat și lumină. Iar acestea sunt de folos și bune și altora...(Sarea) nu se conservă doar pe ea singură, ci păstrează și bucatele care se strică și nu le lasă să putrezească și să piară. Tot așa și tu, pentru că te-a făcut Dumnezeu sare duhovnicească, păstrează, sărează mădularele care se strică, adică pe frații tăi cei trândavi și nepăsători, scapă-i de trândăvie, ca de puroi, și unește-i cu celălalt trup (sănătos) a Bisericii”
.
 
În catechezele baptismale 4, el a scris:
„Doamne Iisuse Hristoase, tu ești sarea pământului și lumina lumii. Dar in bunatatea ta, tu ai voit ca ucenicii tăi să devină așa la rându-le.”
În cartea Leviticului  2, 13 după legile lui Moise, se impune evreilor antici sărarea cărnii oferite ca ofrandă:
„Toate prinoasele tale de pâine sară-le cu sare; să nu lași jertfele tale fără sare, semnul legământului Dumnezeului tău; cu toate prinoasele tale adu Domnului Dumnezeului tău și sare”
.(על כל קרבנך תקריב מלח = al kol korbankhá takriv mèlakh)
 
Cercetătoarea israeliană a religiilor Yaska Harani atrage atenția asupra folosirii sării în religia iudaică până astazi ca un factor însemnat în alimentația rituală kasher, în primul rând în procesul de tratare a cărnii pentru a deveni carne rituală. În același mod, ucenicii lui Isus sunt priviți ca o componentă care conferă pământului, lumii, nivelul cuvenit de virtuți și demnitate.

## Expresie în limbile moderne
În limba engleză expresia  Salt of the earth  (sarea pământului) înseamnă oameni onești, simpatici, buni, admirabili, termenul fiind folosit multe ori de către aristocrația britanică dintr-o prizmă trufașă,pentru persoane de treabă din clase inferioare.(saitul Collins 2024)
În engleza americană expresia este folosită pentru oameni aleși, cei mai buni și mai nobili din societate. 
În limba rusă Соль земли a fost utilizată adesea la finele secolului al XIX-lea și inceputul secolului al XX-lea.
În limba română prin sarea pământului se înțelege, între altele, reprezentanții de frunte, de bază ai societății. Mihai Sadoveanu a scris: Cei mai mulți cari robotesc sînt sarea pământului. 
În ebraica modernă, sarea pământului -מלח הארץ -  Melakh Haaretz (Sarea pământului sau sarea țării - aceleași cuvinte ca în ebraica biblică și talmudică)  desemnează în secolul al XX-lea al XXI-lea oameni aleși din societate  , oameni de valoare, cu o contribuție valoroasă la societate, la construirea Israelului, în așezări agricole, în armată, la locurile lor de muncă, în familie etc
În literatura israeliană expresia a fost folosită de scriitorul S.Izhar în povestirea sa Shayará shel hatzot (Convoiul de noapte), unde s-a referit la luptătorii evrei din ajunul întemeierii Israelului ca fiind „Sarea pământului (sau a țării) și podoaba ei” (מלח הארץ וצבי תפארתו) .Scriitorul francez Jean Giono a vâzut în țăranii francezi „sarea pamantului” (le sel de la terre).
Pentru Georges Bernanos copilăria este sarea pământului („Monsieur Quine” 1946)

## În media artistică

### Literatură și eseistică
- poezie de D. H. Lawrence
- 1933 - Jean Giono - Le sel de la terre, piesă de teatru
- 1954-1960 roman realist-socialist sovietic de  Gheorghi Markov , ulterior adaptat pentru un serial de televiziune
- 1978 - Mihai Șora - cartea Sarea pământului - cantată pe două voci despre rostul poetic
- 1981 - Alfred Grosser - Le sel de la terre : pour l'engagement moral, Le Seuil,

### Muzică
- 1968 - Salt of the Earth - cântec al formației Rolling Stones în albumul „Beggars Banquet”
- 1974 - Salt of the Earth - al doilea album al formației The Soul Searchers din Washington, D.C
- 2007 - Salt of the Earth, album al lui Ricky Skaggs & The Whites
- 2008 iulie- Salt of the Earth, disc al formatiei metalcore  „Texas in july”

### Cinematografie
- 1954 - filmul artistic Salt of the Earth - in regia lui Michael Wilson (SUA)
- 2006 - filmul artistic israelian Melakh Haaretz (Sarea pământului) în regia lui Uri Barabash
- 2014 filmul documentar Le sel de la terre de Wim Wenders și Juliano Ribeiro Salgado

## În Israel
- Melakh Haaretz (Sarea pământului)- este în Israel principala întreprindere producătoare de sare de bucătărie, înființată în 1922
- Școala preparatorie Melakh Haaretz în kibuțurile Ein Ghedi și Mitzpe Shalem la Marea Moartă